# Luis Federico Leloir
Luis Federico Leloir, född 6 september 1906 i Paris, Frankrike, död 2 december 1987 i Buenos Aires, Argentina, var en argentinsk läkare och biokemist, som var professor i Buenos Aires. I sin forskning gjorde han upptäckter av sockernukleotider och deras roll vid kolhydratomsättningen. För detta tilldelades han 1970 Nobelpriset i kemi.
Hans forskning om sockernukleotider, kolhydratmetabolism och renal hypertoni fick internationell uppmärksamhet och ledde till betydande framsteg när det gäller att förstå, diagnostisera och behandla den medfödda sjukdomen galaktosemi. 

## Biografi
Leloirs föräldrar, Federico Augusto Rufino Leloir Bernal och Hortensia Aguirre de Leloir, reste från Buenos Aires till Paris i mitten av 1906 med avsikt att behandla Federicos sjukdom. Federico dog dock i slutet av augusti, och en vecka senare föddes Luis i ett gammalt hus på 81 Víctor Hugo Road i Paris, några kvarter från Triumfbågen. Efter att ha återvänt till Argentina 1908 bodde Leloir tillsammans med sina åtta syskon på familjens omfattande egendom El Tuyú som hans farföräldrar hade köpt efter sin invandring från Baskien i norra Spanien. El Tuyú omfattar 400 km2 sandmark längs kusten från San Clemente del Tuyú till Mar de Ajó som sedan dess har blivit en populär turistattraktion.
Under sin barndom började Leloir att med särskilt intresse observera naturfenomen, vilket gav inblick i sambanden mellan naturvetenskap och biologi. Hans utbildning skedde i Escuela General San Martín (grundskola), Colegio Lacordaire (gymnasium) och under några månader vid Beaumont College i England. Hans betyg var ospektakulära, och hans första tid på college slutade snabbt när han övergav sina arkitektoniska studier som han hade börjat i Paris École Polytechnique.
Under 1920-talet uppfann Leloir salsa golf (golfsås). Efter att ha serverats räkor med den vanliga såsen under lunchen med en grupp vänner på Ocean Club i Mar del Plata, kom Leloir med en märklig kombination av ketchup och majonnäs för att krydda sin måltid. Med de ekonomiska svårigheter som senare plågade Leloirs laboratorier och forskning skulle han skämta: "Om jag hade patenterat den såsen skulle vi ha mycket mer pengar till forskning just nu."
År 1943 gifte sig Leloir med Amelia Zuberbuhler och skulle senare få en dotter som också hette Amelia.

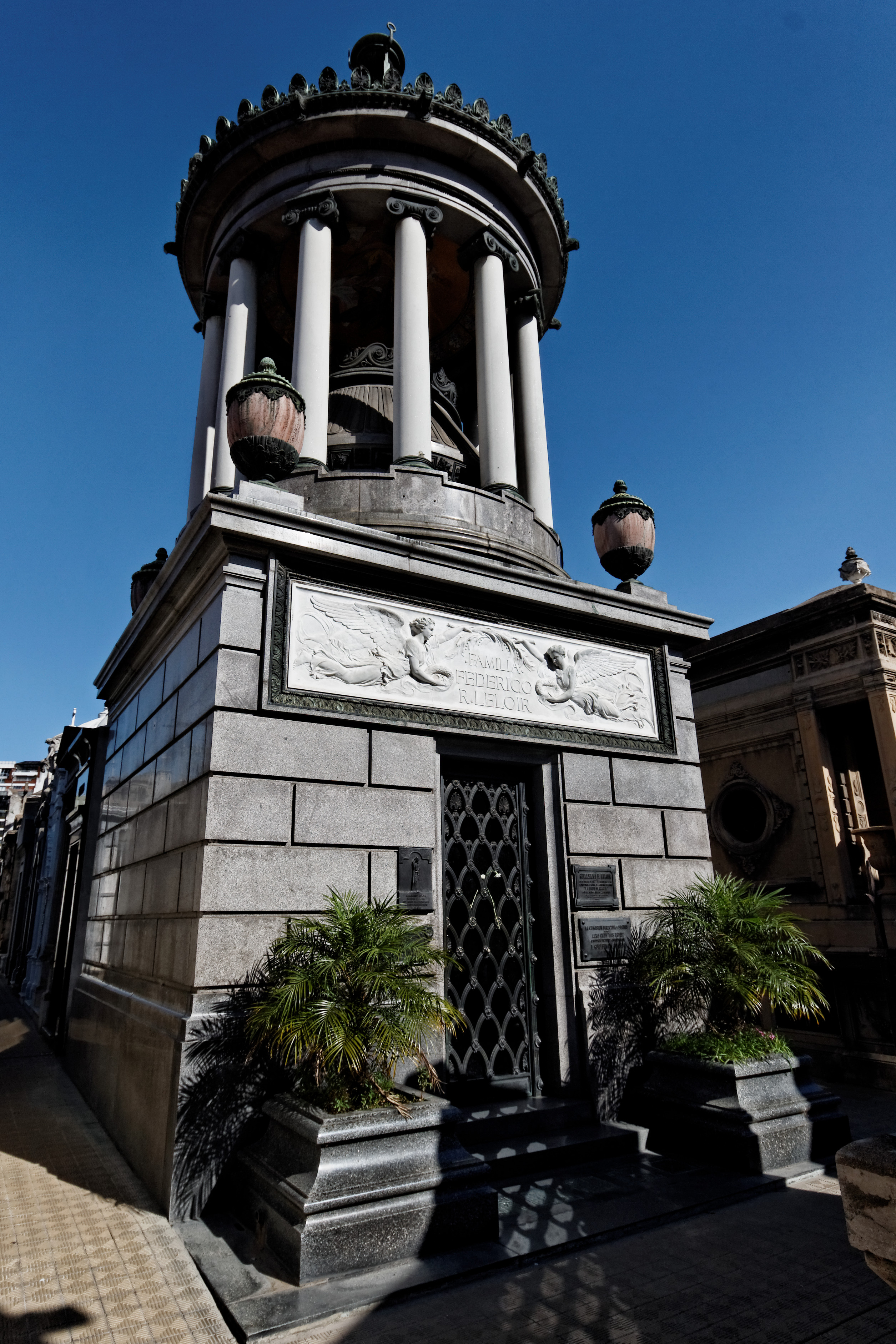
Familjen Leloirs mausoleum i La Recoleta Cemetery.

Leloir dog i Buenos Aires den 2 december 1987 av en hjärtattack strax efter att ha återvänt till sitt hem från laboratoriet och är begravd på La Recoleta-kyrkogården.  

## Karriär och vetenskapligt arbete
Efter att ha återvänt till Argentina fick Leloir sitt argentinska medborgarskap och började arbeta vid institutionen för medicin vid universitetet i Buenos Aires i hopp om att få sin doktorsexamen, som dock  krävde fyra försök för att klara anatomiprov. Han fick slutligen sitt diplom 1932 och började en tjänst på Hospital de Clínicas och sin medicinska praktik på Ramos Mejía-sjukhuset där han bestämde sig för att ägna sig åt forskning i laboratoriet.
År 1933 träffade han Bernardo Houssay, som rekommenderade Leloir att i sin doktorsavhandling undersöka suprarenalkörtlarna och kolhydratmetabolismen. Houssay skulle 1947 komma att vinna Nobelpriset i fysiologi eller medicin. De båda hade ett långvarigt samarbete och i sin föreläsning efter att ha tilldelats Nobelpriset hävdade Leloir att "hela hans forskningskarriär har påverkats av en person, professor Bernardo A. Houssay".
Efter bara två år fick Leloir erkännande av University of Buenos Aires för att ha producerat den bästa doktorsavhandlingen. Han kände dock att hans kunskaper inom områden som fysik, matematik, kemi och biologi var svaga och fortsatte att delta i kurser vid universitetet som deltidsstudent. År 1936 reste han till England för att påbörja avancerade studier vid University of Cambridge, under handledning av Sir Frederick Gowland Hopkins, som hade fått Nobelpriset 1929 för sitt arbete inom fysiologi och för att ha klarlagt vitaminernas kritiska roll för att upprätthålla god hälsa. Leloirs forskning vid biokemiska laboratoriet i Cambridge koncentrerades till enzymer, mer specifikt effekterna av cyanid och pyrofosfat på bärnstensdehydrogenas och nu började han specialisera sig på att undersöka kolhydratmetabolism.
Leloir återvände till Buenos Aires 1937 efter sin korta vistelse i Cambridge, men hans återkomst till Argentina skedde mitt i konflikt och stridigheter. Houssay hade av militärregeringen, ledd av Pedro Pablo Ramírez, avstängts från universitetet i Buenos Aires för att han undertecknat en offentlig petition mot nazistregimen i Tyskland. Leloir flydde till USA, där han tillträdde som docent vid institutionen för farmakologi vid Washington University, St. Louis, där han samarbetade med Carl Cori och Gerty Cori och därefter med David E. Green vid College of Physicians and Surgeons, Columbia University som forskningsassistent. Leloir skulle senare kreditera Green för att ha gett honom initiativet att etablera sin egen forskning i Argentina.
År 1945 avslutade Leloir sin exil och återvände till Argentina för att arbeta under Houssay vid Instituto de Investigaciones Bioquímicas de la Fundación Campomar, som Leloir skulle styra från dess skapande 1947. Under de sista åren av 1940-talet skulle Leloirs experiment förklara det kemiska ursprunget till sockersyntes i jäst samt oxidationen av fettsyror i levern. Tillsammans med J.M. Muñoz producerade han ett aktivt cellfritt system inom vetenskaplig forskning. Det hade ursprungligen antagits att för att studera en cell kunde forskare inte skilja den från sin värdorganism, eftersom oxidation endast kunde ske i intakta celler.
År 1947 hade han bildat ett team som undersökte och upptäckte varför en felaktig njure och angiotensin medverkade till att orsaka högt blodtryck. Samma år gjorde hans kollega Caputto, i sina undersökningar av bröstkörteln, upptäckter angående kolhydratlagring och dess efterföljande omvandling till en reservenergiform i organismer.

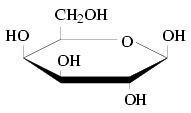
Kemisk struktur av galaktos. Leloir och hans team upptäckte att patienter vid galaktosemi saknade det nödvändiga enzymet (Galaktos-1-fosfaturidylyltransferas) för att omvandla oanvändbar galaktos till användbar glukos.

I början av 1948 identifierade Leloir och hans team de sockernukleotider som var grundläggande för metabolismen av kolhydrater, vilket gjorde Instituto Campomar till en biokemiinstitution som var välkänd över hela världen. Omedelbart därefter mottog Leloir Argentine Scientific Society Prize, en av de många utmärkelser han skulle få både i Argentina och internationellt. Under denna tid ägnade sig hans team åt studier av glykoproteiner, vilket belyste de primära mekanismerna för galaktosmetabolism
 (nu kallad Leloir-vägen) och bestämde orsaken till galaktosemi, en allvarlig genetisk störning som resulterar i laktosintolerans.
Året därpå nådde han en överenskommelse med Rolando García, dekanus för Faculty of Exact and Natural Sciences vid universitetet i Buenos Aires, som utsåg Leloir, Carlos Eugenio Cardini och Enrico Cabib till titulära professorer i universitetets nygrundade biokemiska institut.
Under sina senare år fortsatte Leloir att studera glykogenoch andra aspekter av kolhydratmetabolismen. År 1983 blev Leloir en av grundarna av Third World Academy of Sciences.